# Минеральные воды Нахичевани
Минеральные воды Нахичевани — источники воды, находящиеся на территории Нахичеванской Автономной Республики, состав которых включает в себя соли, биологические активные элементы, микроэлементы, способствующие оказывать оздоровительный эффект.

## История
Согласно исследованиям первые минеральные источники на территории Нахичевани возникли около 400 млн лет назад. На Нахичевань приходится около 250 минеральных источников, что составляет 60 % всех источников Азербайджана. Самыми популярными минеральными водами являются «Бадамлы», «Сираб», «Вайхир», «Дарыдаг», «Гулустан» и «Нарзан». Большинство минеральных источников находятся близ рек: Шарги Апарчай, Нахичеванчай, Алинджачай, Гиланчай, Гарадере и Айлис. Установлено, что в Нахичевани имеется 6 типов, 16 классов и 33 вида минеральных вод. 98 % минеральных вод Нахичевани относятся к разряду гидрокарбонатных вод. 35 % гидрокарбонатных вод всего Азербайджана приходятся на Нахичевань. Температура большинства вод варьируется в пределах 8 °C — 22 °C. Более высокой температурой обладают такие источники как Сираб и Дарыдаг, тут температура может достигать 50 °C и выше.

## Виды минеральных источников Нахичевани

### Бадамлы
Источник Бадамлы располагается на высоте 1400 метров над уровнем моря, в селе Бадамлы Шахбузского района, на расстоянии 30 км от города Нахичевань. Источник был обнаружен в середине прошлого века. После проведенных исследовательских работ в период 1945—1947 годов, был обнаружен источник с наиболее полезным химическим составом, на основе которого с 1947 года было запущено предприятие по добыче воды. В Состав воды входят такие химические вещества как кальций, магний и натрий. Вода оказывает лечебный эффект при пищеварительных заболеваниях.

### Сираб
Минеральный источник Сираб располагается вблизи одноимённой деревни Сираб. Использование источника с целью производства воды было основано в 1950 году. В 1968 году на основе минерального источника был сдан в эксплуатацию самый большой завод по наполнению минеральной воды в Азербайджане. Основную роль в формировании состава играет нахождение минеральной земли на большой глубине. Минеральная вода на 97,5-99,9 % состоит из диоксида углерода, а также в малых количествах может включать в состав азот, кислород и другие газы. В лечебных целях вода используется при наличии заболеваний желудочно-кишечного тракта, а также при нарушении обмена веществ.

### Вайхир
Минеральный источник Вайхир располагается в 17 км от Нахичеваня, в Бабекском районе, на высоте 1400 м над уровнем моря. На источнике также построен завод по разливу минеральной воды. Ежедневно с источника добывается порядка 2 млн литров воды. В состав минеральной воды входят: гидрокарбонат натрия, натрий, калий, кальций, йод, железо, медь, цинк, мышьяк, а также стронций. Вода используется при лечении желудочно-кишечных заболеваний, а также при нарушениях обмена веществ. На территории источника находится курортная база.

### Дарыдаг
Минеральный источник Дарыдаг расположен в 8 км от города Джульфы, на высоте 900 метров над уровнем моря. Источник имеет 5 родников и 32 механических колодца. В состав воды входят высокоминерализованный хлорированный гидрокарбонат натрия, мышьяк. На территории источника построен санаторий, в котором воды минерального источника используются в качестве наполнения лечебных ванн. Минеральный источник Дарыдаг по лечебным свойствам схож с такими источниками как: Кудова-Здруй в Польше, Синегорск (Сахалин) в России. Отличительным свойством является более высокое содержание солей.

### Батабат
Минеральные воды Батабат находятся на высоте 2445 метров над уровнем моря в Шахбузском районе Нахичевани. Найденные на территории источника, при археологических раскопках, древние приспособления труда, свидетельствуют о проживании людей вблизи источника еще в древних временах. В результате раскопок было обнаружены предметы, места жилья, наскальные надписи, а также каменные памятники, относящиеся к среднему палеолиту. На территории источника действует санаторий. Минеральные воды обладают лечебным эффектом за счет содержания углекислых, гидрокарбонатных, кальциево-натриево-магниевых солей в составе воды при минерализации 0,5 г / л.